# Comuni del Chiapas
Lo stato messicano del Chiapas è suddiviso in 125 comuni raggruppati in 9 regioni economiche:
- I  CENTRO: 22 comuni
- II ALTOS: 18 comuni
- III FRONTERIZA: 8 comuni
- IV FRAILESCA: 5 comuni
- V NORTE: 22 comuni
- VI SELVA: 17 comuni
- VII SIERRA: 2 comuni
- VIII SOCONUSCO: 15 comuni
- IX ISTMO-COSTA: 4 comuni

| Comuni del Chiapas |                           |                           |      |                                      |                                      |
|                    |                           |                           |      |                                      |                                      |
| Cod.               | Comune                    | Capoluogo                 | Cod. | Comune                               | Capoluogo                            |
| 001                | Acacoyagua                | Acacoyagua                | 061  | Ocozocoautla de Espinosa             | Ocozocoautla de Espinosa             |
| 002                | Acala                     | Acala                     | 062  | Ostuacán                             | Ostuacán                             |
| 003                | Acapetahua                | Acapetahua                | 063  | Osumacinta                           | Osumacinta                           |
| 004                | Altamirano                | Altamirano                | 064  | Oxchuc                               | Oxchuc                               |
| 005                | Amatán                    | Amatán                    | 065  | Palenque                             | Palenque                             |
| 006                | Amatenango de la Frontera | Amatenango de la Frontera | 066  | Pantelhó                             | Pantelhó                             |
| 007                | Amatenango del Valle      | Amatenango del Valle      | 067  | Pantepec                             | Pantepec                             |
| 008                | Ángel Albino Corzo        | Jaltenango de la Paz      | 068  | Pichucalco                           | Pichucalco                           |
| 009                | Arriaga                   | Arriaga                   | 069  | Pijijiapan                           | Pijijiapan                           |
| 010                | Bejucal de Ocampo         | Bejucal de Ocampo         | 070  | El Porvenir                          | El Porvenir de Velasco Suárez        |
| 011                | Bella Vista               | Bella Vista               | 071  | Villa Comaltitlán                    | Villa Comaltitlán                    |
| 012                | Berriozábal               | Berriozábal               | 072  | Pueblo Nuevo Solistahuacán           | Pueblo Nuevo Solistahuacán           |
| 013                | Bochil                    | Bochil                    | 073  | Rayón                                | Rayón                                |
| 014                | El Bosque                 | El Bosque                 | 074  | Reforma                              | Reforma                              |
| 015                | Cacahoatán                | Cacahoatán                | 075  | Las Rosas                            | Las Rosas                            |
| 016                | Catazajá                  | Catazajá                  | 076  | Sabanilla                            | Sabanilla                            |
| 017                | Cintalapa                 | Cintalapa de Figueroa     | 077  | Salto de Agua                        | Salto de Agua                        |
| 018                | Coapilla                  | Coapilla                  | 078  | San Cristóbal de Las Casas           | San Cristóbal de Las Casas           |
| 019                | Comitán de Domínguez      | Comitán de Domínguez      | 079  | San Fernando                         | San Fernando                         |
| 020                | La Concordia              | La Concordia              | 080  | Siltepec                             | Siltepec                             |
| 021                | Copainalá                 | Copainalá                 | 081  | Simojovel                            | Simojovel de Allende                 |
| 022                | Chalchihuitán             | Chalchihuitán             | 082  | Sitalá                               | Sitalá                               |
| 023                | Chamula                   | San Juan Chamula          | 083  | Socoltenango                         | Socoltenango                         |
| 024                | Chanal                    | Chanal                    | 084  | Solosuchiapa                         | Solosuchiapa                         |
| 025                | Chapultenango             | Chapultenango             | 085  | Soyaló                               | Soyaló                               |
| 026                | Chenalhó                  | Chenalhó                  | 086  | Suchiapa                             | Suchiapa                             |
| 027                | Chiapa de Corzo           | Chiapa de Corzo           | 087  | Suchiate                             | Ciudad Hidalgo                       |
| 028                | Chiapilla                 | Chiapilla                 | 088  | Sunuapa                              | Sunuapa                              |
| 029                | Chicoasén                 | Chicoasén                 | 089  | Tapachula                            | Tapachula                            |
| 030                | Chicomuselo               | Chicomuselo               | 090  | Tapalapa                             | Tapalapa                             |
| 031                | Chilón                    | Chilón                    | 091  | Tapilula                             | Tapilula                             |
| 032                | Escuintla                 | Escuintla                 | 092  | Tecpatán                             | Tecpatán                             |
| 033                | Francisco León            | Rivera El Viejo Carmen    | 093  | Tenejapa                             | Tenejapa                             |
| 034                | Frontera Comalapa         | Frontera Comalapa         | 094  | Teopisca                             | Teopisca                             |
| 035                | Frontera Hidalgo          | Frontera Hidalgo          | 095  | non ci sono comuni con il codice 095 | non ci sono comuni con il codice 095 |
| 036                | La Grandeza               | La Grandeza               | 096  | Tila                                 | Tila                                 |
| 037                | Huehuetán                 | Huehuetán                 | 097  | Tonalá                               | Tonalá                               |
| 038                | Huixtán                   | Huixtán                   | 098  | Totolapa                             | Totolapa                             |
| 039                | Huitiupán                 | Huitiupán                 | 099  | La Trinitaria                        | La Trinitaria                        |
| 040                | Huixtla                   | Huixtla                   | 100  | Tumbalá                              | Tumbalá                              |
| 041                | La Independencia          | La Independencia          | 101  | Tuxtla Gutiérrez                     | Tuxtla Gutiérrez                     |
| 042                | Ixhuatán                  | Ixhuatán                  | 102  | Tuxtla Chico                         | Tuxtla Chico                         |
| 043                | Ixtacomitán               | Ixtacomitán               | 103  | Tuzantán                             | Tuzantán                             |
| 044                | Ixtapa                    | Ixtapa                    | 104  | Tzimol                               | Tzimol                               |
| 045                | Ixtapangajoya             | Ixtapangajoya             | 105  | Unión Juárez                         | Unión Juárez                         |
| 046                | Jiquipilas                | Jiquipilas                | 106  | Venustiano Carranza                  | Venustiano Carranza                  |
| 047                | Jitotol                   | Jitotol                   | 107  | Villa Corzo                          | Villa Corzo                          |
| 048                | Juárez                    | Juárez                    | 108  | Villaflores                          | Villaflores                          |
| 049                | Larráinzar                | San Andrés Larráinzar     | 109  | Yajalón                              | Yajalón                              |
| 050                | La Libertad               | La Libertad               | 110  | San Lucas                            | San Lucas                            |
| 051                | Mapastepec                | Mapastepec                | 111  | Zinacantán                           | Zinacantán                           |
| 052                | Las Margaritas            | Las Margaritas            | 112  | San Juan Cancuc                      | San Juan Cancuc                      |
| 053                | Mazapa de Madero          | Mazapa de Madero          | 113  | Aldama                               | Aldama                               |
| 054                | Mazatán                   | Mazatán                   | 114  | Benemérito de las Américas           | Benemérito de las Américas           |
| 055                | Metapa                    | Metapa de Domínguez       | 115  | Maravilla Tenejapa                   | Maravilla Tenejapa                   |
| 056                | Mitontic                  | Mitontic                  | 116  | Marqués de Comillas                  | Zamora Pico de Oro                   |
| 057                | Motozintla                | Motozintla de Mendoza     | 117  | Montecristo de Guerrero              | Montecristo de Guerrero              |
| 058                | Nicolás Ruíz              | Nicolás Ruiz              | 118  | San Andrés Duraznal                  | San Andrés Duraznal                  |
| 059                | Ocosingo                  | Ocosingo                  | 119  | Santiago el Pinar                    | Santiago el Pinar                    |
| 060                | Ocotepec                  | Ocotepec                  | 120  | Belisario Domínguez                  | Belisario Domínguez                  |
| 121                | Emiliano Zapata           | Emiliano Zapata           | 122  | El Parral                            | El Parral                            |
|                    |                           |                           | 123  | Mezcalapa                            | Mezcalapa                            |